# Pseudokolcopłetwe
Pseudokolcopłetwe, parakolcopłetwe, nibykolcopłetwe , równopłetwe (Paracanthopterygii) – nadrząd ryb promieniopłetwych z infragromady doskonałokostnych (Teleostei), obejmujący ponad 1340 gatunków występujących współcześnie, przeważnie morskich. Większość charakteryzuje się przesuniętymi ku przodowi płetwami brzusznymi, szeroką i niską głową oraz dobrze rozwiniętymi kośćmi gardłowymi.

## Systematyka
Do pseudokolcopłetwych zaliczane są rzędy :
- Percopsiformes – okonkokształtne
- †Sphenocephaliformes
- Gadiformes – dorszokształtne
- Ophidiiformes – wyślizgokształtne
- Batrachoidiformes – batrachokształtne
- Lophiiformes – żabnicokształtne

Dotychczasowe badania molekularne nie potwierdziły monofiletyzmu Paracanthopterygii. 

## Charakterystyka
Pseudokolcopłetwe są drapieżnikami, żywiącymi się mniejszymi rybami i skorupiakami. Występują zazwyczaj w dużych ławicach, zamieszkują w większości przy dnie. Są aktywne nocą lub przebywają całkowicie w wodach głębinowych albo w jaskiniach. Cechą charakterystyczną jest obecność wabika - przekształconego promienia płetwy grzbietowej lub wyrostka skórnego, zwabiającego ofiary. U dorszowatych ciało jest wydłużone, smukłe, długa płetwa grzbietowa u wielu gatunków jest podzielona na kilka części, a u niektórych przedstawicieli podobnie zbudowana jest płetwa odbytowa. Natomiast płetwy brzuszne są znacznie przesunięte i znajdują się mniej więcej pod płetwami piersiowymi. Na ich żuchwie umieszczony jest pojedynczy, acz długi wąsik czuciowy. Z kolei morszczukowate charakteryzują się szpiczastym pyskiem, w którym umieszczone są liczne, ostre zęby. Buławikowate natomiast mają nieproporcjonalnie dużą, kościstą głowę, a ich ciało pokryte jest szorstką łuską. W przeciwieństwie do morszczukowatych i dorszowatych żywią się w większości padliną i zwierzętami bentosowymi. Żabnicowate doskonale wtapiają się w otoczenie, głównie dzięki mimetycznym barwom i kształtowi ciała. Żabnicowate prowadzą osiadły tryb życia. Ich ciało jest krępe, spłaszczone grzbieto-brzusznie, głowa jest nieproporcjonalnie duża, otwór gębowy szeroki.